# Mohamed Allalou
Mohamed Allalou (arabisch محمد علالو; * 28. September 1973 in Thénia) ist ein ehemaliger algerischer Boxer. Allalou war Goldmedaillengewinner der Afrikameisterschaften 2001 und 2003, Silbermedaillengewinner der Afrikaspiele 1999 und Bronzemedaillengewinner der Olympischen Spiele 2000. Außerdem war er Teilnehmer der Olympischen Spiele 1996.

## Karriere
1996 nahm Allalou im Halbweltergewicht (-63,5 kg) am afrikanischen Olympiaqualifikationsturnier teil und konnte dieses gewinnen. Bei den Olympischen Spielen 1996 gewann er dann seine ersten beiden Kämpfe gegen Peter Bulinga, Kenia (17:3), und den Europameister von 1993 Jecek Bielski, Polen (19:8), bevor er im Viertelfinale knapp gegen den späteren Bronzemedaillengewinner Fathi Missaoui, Tunesien (16:15), verlor.
Bei den Mittelmeerspielen 1997 gewann Allalou die Goldmedaille im Leichtgewicht (-60 kg), schied jedoch bei den Weltmeisterschaften im selben Jahr bereits im ersten Kampf gegen Koba Gogoladze, Georgien (13:6), aus. 1998 startete er wieder im Halbweltergewicht und gewann in Algier seine ersten Afrikameisterschaften.
1999 erreichte Allalou das Finale der Afrikaspiele, welches er zwar gegen Olusegum Ajose, Nigeria, verlor, sich damit jedoch auch für die Olympischen Spiele 2000 qualifizierte. Bei den Spielen erreichte er nach Siegen über den WM-Dritten von 1999 Lukáš Konečný, Tschechien (17:9), Ben Neequays, Ghana (15:6), und Sven Paris, Italien (22:8), das Halbfinale. In diesem stand er dem amtierenden Weltmeister Muhammadqodir Abdullayev, Usbekistan, gegenüber und musste sich bereits in der zweiten Runde geschlagen geben. Allalou gewann damit die olympische Bronzemedaille.
Nach diesem größten Erfolg seiner Karriere gewann Allalou 2001 auch die Afrikameisterschaften in Port Louis, scheiterte jedoch bei den Weltmeisterschaften im selben Jahr wieder im ersten Kampf gegen Michael Kelly, Irland (17:7). 2003 verteidigte er seinen Afrikameistertitel und beendete nach einem letzten und wieder erfolglosen Start bei den Weltmeisterschaften seine Karriere.